# Guillaume Bochart de Champigny
Guillaume Bochart de Champigny (né vers 1650 à Paris, mort le 4 juillet 1705 également à Paris) est un ecclésiastique qui est évêque de Valence de 1684 ou 1691 à sa mort en 1705.

## Biographie
Guillaume Bochart est le troisième des douze enfants de Jean seigneur de Champigny, maître des requêtes au parlement de Normandie, et de Marie Boivin. Il est le frère cadet de l'Intendant de la Nouvelle-France Jean Bochart de Champigny.
Docteur en théologie et archidiacre de Pontoise alors inclus dans l'archidiocèse de Rouen, il assiste comme député à l'assemblée du clergé de 1682. Son élévation à l'épiscopat intervient lors de l'affaire de la régale, de ce fait, s'il est désigné dès le 4 novembre 1687 comme évêque de Valence mais pas du diocèse de Die qui retrouve alors un évêque particulier en la personne d'Armand de Montmorin, il n'est nommé que le 5 octobre 1691. Il est confirmé le 12 octobre 1693 et enfin consacré en novembre suivant par Jacques-Nicolas Colbert, archevêque de Rouen, dans le noviciat des Jésuites de Paris. Lors de l'assemblée de sa province ecclésiastique de mai 1689 qui condamne Fénelon, il approuve la sentence mais loue les vertus de l'archevêque.